# پرنیتس
پرنیتس (به آلمانی: Pernitz) یک منطقهٔ مسکونی در اتریش است که در ناحیه وینر نوی‌اشتات-لاند واقع شده‌است. پرنیتس ۱۶٫۵۹ کیلومتر مربع مساحت دارد ۴۳۰ متر بالاتر از سطح دریا واقع شده‌است.